# 빅토리 반 툴

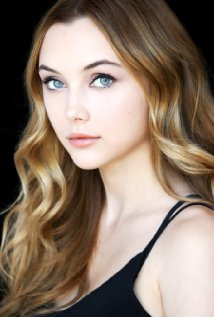

빅토리 반 툴(Victory Van Tuyl, 1995년 9월 16일 ~ )은 미국의 배우, 영화배우, 텔레비전 배우이다.
애틀랜타에서 태어났다.

## 영화
- 비데블: 저주의 어플 (2016년) - 헤일리 역
- 매직 인 더 포레스트 (2010년)